# Căpitanul Conan (film)
Căpitanul Conan (în franceză Capitaine Conan) este un film de război francez din 1996, regizat de Bertrand Tavernier. El este inspirat din romanul Căpitanul Conan (în franceză Capitaine Conan) al lui Roger Vercel, câștigător al Premiului Goncourt în 1934.

## Rezumat
Conan, un ofițer al corpului de elită al Vânătorilor Alpini, face parte din trupele de infanterie franceză pe Frontul Macedonean în timpul Primului Război Mondial. Detașamentul special condus de el, format din soldați adunați din închisorile militare, străpunge noaptea liniile frontului și inoculează teama în trupele inamice prin incursiunile sale brutale. Disprețuindu-i pe militarii de carieră, Conan are ca singur prieten pe tânărul locotenent Norbert, profesor universitar în viața civilă.
După semnarea Armistițiului cu Bulgaria în septembrie 1918, unitatea lui este trimisă la București, capitala statului aliat România, ca parte a Intervenției aliate în Războiul Civil Rus. Neluptând, dar nefiind nici demobilizați, militarii francezi au un moral tot mai scăzut și unii dintre ei ajung să fie judecați de curtea marțială pentru diferite infracțiuni. După ce a apărat cu succes trei militari ca avocat din oficiu, Norbert este constrâns să devină comisar raportor (procuror militar), fiind amenințat că în caz contrar Conan va fi trimis în judecată pentru lovirea violentă a unui ofițer român. Mai târziu, într-un raid armat efectuat într-un club de noapte aglomerat, câțiva dintre subordonații lui Conan fură încasările, lovind cu brutalitate o cântăreață și ucigând-o pe casieră. Cu ajutorul poliției române și a unei prostituate franceze, Norbert îi găsește pe militarii vinovați, dar, ținând cont de eroismul dovedit în trecut, reușește să obțină condamnarea lor la pedepse ușoare.
În perioada următoare sosește din Franța o femeie văduvă de rang nobiliar în căutarea fiului ei, care urma să fie judecat pentru dezertare. După ce îi ascultă povestea, Norbert crede că băiatul ar putea fi nevinovat și că ofițerul comandant îl trimisese special într-o misiune periculoasă, sperând că va fi împușcat de inamic. Conan, care-l urăște pe ofițer, acceptă să-l conducă pe Norbert pe vechea linie a frontului unde băiatul pretindea că s-a rătăcit. Ambii devin convinși de nevinovăția băiatului, dar curtea marțială îl condamnă totuși la pedeapsa cu moartea.
Unitățile franceze sunt transferate apoi către Dunăre, pentru a apăra frontiera României amenințată de Armata Roșie. Acolo are loc o incursiune militară bolșevică, iar în timpul unei lupte grele Conan îi scoate din închisoare pe camarazii săi, conducându-i spre victoria finală. Într-un final sumbru, petrecut câțiva ani mai târziu în Franța, Norbert îl vizitează pe Conan și află că eroul de război, devenit proprietar al unui mic magazin, este bolnav de ciroză și urmează curând să moară.

## Distribuție
- Philippe Torreton: Conan
- Samuel Le Bihan: Norbert
- Bernard Le Coq: locotenentul de Scève
- Catherine Rich: Madeleine Erlane
- François Berléand: maiorul Bouvier
- Claude Rich: generalul Pitard de Lauzier
- André Falcon: colonelul Voirin
- Claude Brosset: preotul Dubreuil
- Crina Mureșan: Ilyana
- Cécile Vassort: Georgette
- François Levantal: Forgeol
- Pierre Val: Jean Erlane
- Roger Knobelspiess: maiorul Cuypene
- Frédéric Pierrot: conductorul trenului
- Jean-Claude Calon: grefierul Loisy
- Laurent Schilling: Beuillard
- Jean-Yves Roan: Rouzic
- Philippe Héliès: Grenais
- Tonio Descanvelle: Caboulet
- Eric Savin: armurierul
- Olivier Loustau: Mahut
- Jean-Marie Juan: Lethore
- Jean-Christophe Chavanon: santinela lui de Scève
- Christophe Calmel: soldat din compania lui de Scève
- J.P. Monaghan: maior englez
- Laurent Bateau: soldatul Perrin
- Tervelt Nikolov: soldat bulgar
- Eric Dufay: locotenentul Fideli
- Philippe Frécon: bucătarul militar Ménard
- Diana Radu: chelnerița de la Café Sokol
- Michel Charvaz: sergent de la Café Sokol
- Patrick Delage: chelnerul Messinge
- Patrick Brossard: Riquiou
- Yvon Crenn: ordonanța Floch
- Christophe Odent: Cabanel
- Franck Jazédé: Havrecourt
- Dominique Compagnon: Morel
- Pascal Guérin: soldat
- Christophe Vandevelde: soldat
- Maria Pitarresi: infirmieră
- Patrice Verdeil: soldat
- Frédéric Diefenthal: sergentul din gara București
- Daniel Langlet: directorul Liceului franco-român din București
- Luminița Anghel: cântăreață într-un bar din București
- Eugen Cristea: dl. Loyal
- Raluca Penu Tomescu: Myrta
- Juliana Ciugulea: Frida
- Dana Medeleanu: casiera
- Adrian Pintea: medic din București
- Mircea Stoian: aghiotantul lui Bouvier
- Marian Stan: subofițer
- Claudiu Istodor: subofițer
- Laurențiu Lazăr: inspectorul Romesco
- Radu Duda: inspectorul Ștefanesco
- Olga Tudorache: prostituată
- Eugenia Bosânceanu: Mama Ileana
- Simona Mihăescu Stan: infirmiera engleză
- Sorin Cociș: caporalul Moreau
- Mircea Anca: caporalul Girard

## Recepție
Filmul are două recenzii pozitive din cele trei recenzii ale criticilor de pe situl de recenzii cinematografice Rotten Tomatoes.
Janet Maslin de la The New York Times a spus că Philippe Torreton întruchipează convingător ceea ce devine un războinic rămas fără luptă și unde îl pot conduce valorile morale asimilate într-un război sălbatic. Ken Fox de la TV Guide a spus că ecranizarea lui Tavernier este în același timp frumoasă și brutală și că este unul dintre cele mai bune filme de război din ultimii ani. Alex Albanese de la Box Office a declarat că filmul este realizat cu finețe, fiind la fel de dur, meticulos și emoționant ca și personajul său titular.

## Premii și nominalizări
Bertrand Tavernier a câștigat Premiul César pentru cel mai bun regizor, iar Philippe Torreton a câștigat Premiul César pentru cel mai bun actor. De asemenea, filmul a fost nominalizat pentru alte șase premii César, inclusiv pentru cel mai bun film, cel mai bun scenariu și cel mai promițător actor. Filmul a fost prezentat la Festivalul de Film de la Telluride.

## Lansare pe DVD
Compania producătoare a lansat un DVD în limba franceză cu subtitrare în limba engleză, imagini pentru ecran lat și o ieșire audio PCM. Singurul element suplimentar inclus pe DVD este Un Film Sur Bertrand Tavernier, un documentar de cincizeci și patru de minute despre realizarea filmului. Data de lansare a DVD-ului a fost 19 decembrie 2000.